# Пишеща машина
Пишещата машина е машина, при която чрез натискане на клавиши се отпечатва текст, най-често върху хартия. Пишещите машини са механични, електромеханични и електронни.
Използването на пишещата машина като уред става изключително масово през 20 век, когато възниква и една от най-разпространените професии за жени – машинописка, а умението да се пише на машина става изискване за редица професии. С разпространението на персоналните компютри, комплектовани с принтери, ползването на пишещи машини почти е прекратено.

## История
Първият изобретател, получил патент за реална идея за създаване на пишеща машина, е инженерът Хенри Мил от Англия през 1714 г. През 1829 г. британецът Уилям Остин Бърт патентова машина, наречена от него типограф, която според Музея на науката в Лондон е първата пишеща машина.
Впоследствие ред изобретатели от други държави патентоват различни пишещи машини:
- 1845 г. – Чарлз Търбър от САЩ, след няколко патента създава машина, която нарича хирограф;
- 1855 г. – италианецът Джузепе Равица създава прототип на пишеща машина, при който за първи път пишещият има възможност да вижда написаното;
- 1861 г. – бразилският свещеник Франсиско Жоао Азеведо създава с подръчни средства собствена пишеща машина, за което е награден със златен медал от бразилския император Педру I;
- 1864 г. – австрийският изобретател Петер Митерхофер създава пишеща машина, която никога не е изработвана за масова употреба;
- 1865 г. – датчанинът Размус Малинг-Хансен създава пишеща машина, наречена Пишещото кълбо на Хансен, която влиза в масово производство през 1870 г. и, въпреки недостатъците си и краткото съществуване като технология, е първата пишеща машина, разработена за търговски цели.

Решаващо значение има патентованата пишеща машина на Кристофър Шолс (САЩ) на 23 юни 1868 г. 5 години по-късно (1 март 1873 г.) фирмата E. Remington and Sons започва производство на пишещи машини за масова употреба, а през 1878 г. същата фирма патентова пишеща машина с използване на големи и малки букви.
В началото на XX век е създадена известната италианска компания за производство на пишещи машини „Olivetti“.
През април 2011 г. е закрит заводът за производство на пишещи машини в Мумбай, принадлежащ на индийската компания Godrej and Boyce. Събитието е отразено в редица съобщения в СМИ като „затварянето на последния завод за пишещи машини“, но новината скоро е опровергана.
През ноември 2012 г. заводът Brother произвежда пишеща машина, наречена „последната, произведена във Великобритания“, която подарява на лондонския Музей на науката.